# Georg Lammers
Georg Lammers   (Butjadingen, 14 d'abril de 1905 - Butjadingen, 17 de març de 1987) va ser un atleta alemany, especialista en curses de velocitat, que va competir durant les dècades de 1920 i 1930.
El 1928 va prendre part en els Jocs Olímpics d'Amsterdam, on va disputar dues proves del programa d'atletisme. Va guanyar la medalla de plata en la cursa dels 4x100 metres relleus, formant equip amb Richard Corts, Hubert Houben i Helmut Körnig; i la de bronze en la dels 100 metres.
Durant la seva carrera va guanyar vuit títols nacionals i va establir 13 rècords mundials. Després de retirar-se va treballar com a la banca i de policia. Va ser un dels fundadors de la "Vereinigung alter Leichtathleten" (Associació d'antics atletes).

## Millors marques
- 100 metres llisos. 10.4" (diverses ocasions entre 1928 i 1931)
- 200 metres llisos. 21.5" (1927)
- 4x100 metres relleus. 40.6" (1932). Rècord del món[1][2]